# 커샌드라 진
커샌드라 진(영어: Cassandra Jean, 1985년 10월 5일 ~ )은 미국의 배우, 모델이다. 남편은 배우 스티븐 아멜이다.

## 출연 작품
- 러브 앤드 스킨 (2013)
- 분노의 질주: 더 오리지널 (2009)
- 아메리카 넥스트 톱 모델 (2003)
- 원 트리 힐 (2003)